# Fayet-Ronaye
Fayet-Ronaye – miejscowość i gmina we Francji, w regionie Owernia-Rodan-Alpy, w departamencie Puy-de-Dôme.

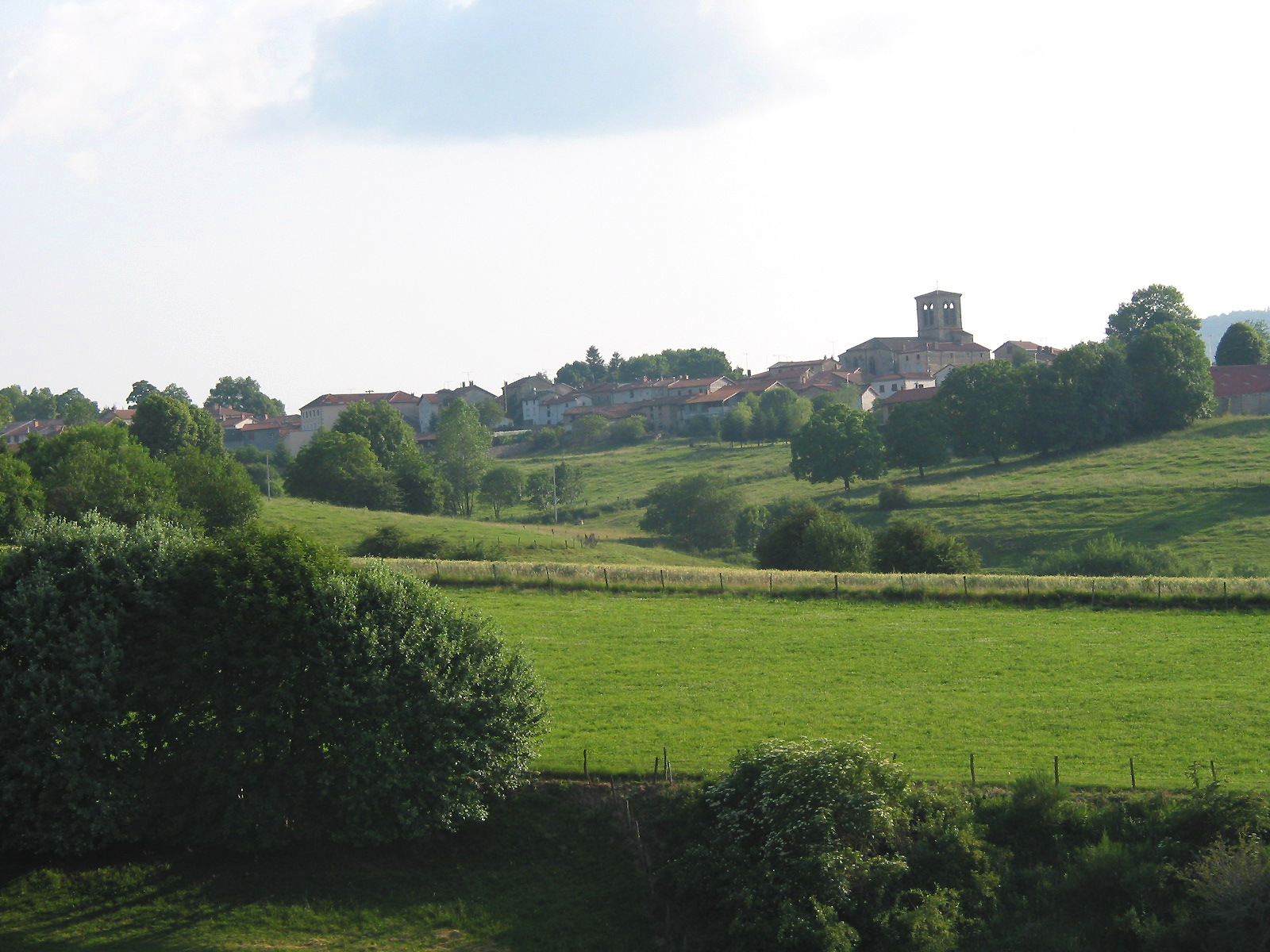

Według danych na rok 1990 gminę zamieszkiwały 163 osoby, a gęstość zaludnienia wynosiła 8 osób/km² (wśród 1310 gmin Owernii Fayet-Ronaye plasuje się na 685. miejscu pod względem liczby ludności, natomiast pod względem powierzchni na miejscu 442.).